# Lijst van afleveringen van Wingin' It (seizoen 2)
Dit is een lijst van afleveringen van de Canadese televisieserie Wingin' It van seizoen 2.
Een overzicht van de afleveringen in alle seizoenen staat hier.

## Afleveringen
| Seizoen | Aflevering | Titel                                             | Regie                    | Script            | Datum            |
| --- | ---------- | ------------------------------------------------- | ------------------------ | ----------------- | ---------------- |
| 2 | 1          | Under Her Spell                                   | Shawn Alex Thompson      | Frank van Keeken  | 28 januari 2011  |
| Carl komt terug op school om Jane uit te vragen, maar hij stamelt elke keer als hij het probeert. Omdat het Porter beter zou lukken, willen ze van lichaam wisselen. Maar Dennis de Wasbeer verschijnt en Carl komt in de pop terecht, terwijl een meisje (Denise) in Carls lichaam belandt. Jane denkt dat 'Carl' haar bespot met zijn hoge stem, terwijl ze eigenlijk Denises stem hoort. Carl komt uiteindelijk terug in zijn eigen lichaam en het lukt hem met haar te praten, maar heeft niet de moed haar uit te vragen. |            |                                                   |                          |                   |                  |
| 2 | 2          | Me Carl, You Jane-ish                             | Mitchell T. Ness         | Brian Hartigan    | 5 februari 2011  |
| Jane woont een college bij en Carl (hopend om indruk te maken op Jane) geeft zich op om haar te vervangen in de geschiedenisles. Denise is gretig om te helpen, maar haar magie is nog niet zo best en de zombie Jane die ze maakt is bij lange na niet zo overtuigend of intelligent, wat resulteert in een onvoldoende voor Carl en Janes presentatie. Jane is verbijsterd en vraagt of zij een tweede kans krijgen. Met de hulp van de twee Engelen in Opleiding (EiO) krijgen zij een uitstekend cijfer. |            |                                                   |                          |                   |                  |
| 2 | 3          | Bully Elliot                                      | Shawn Alex Thompson      | Chloe van Keeken  | 12 februari 2011 |
| Wanneer het meisjesvoetbalteam de halve finale en de finale bereikt, is de vaste coach van Bennett High niet meer beschikbaar om Carls klas badminton te trainen. Een bovenbouwstudent neemt de taak en pakt de klas aan door ze onderdanig te maken, in het bijzonder door Carl uit te schelden, zelfs buiten de les. Ten slotte neemt Carl het tegen hem op door het uit te dagen tot een spelletje badminton, welke hij wint met Porters 'hulp'. De pestkop weigert af te treden als coach, maar wordt ontslagen als Porters magie hem laat hallucineren en hij schreeuwt naar de klas, wat gehoord wordt door de coach en Directeur Malone. |            |                                                   |                          |                   |                  |
| 2 | 4          | Montclaire on the Air                             | Steve Wright             | Scott Oleszkowicz | 12 februari 2011 |
| Carl geeft zich op als DJ van de schoolradio en blijkt briljant, zelfs zonder hulp van magie. Zijn brutaliteit maakt de show een hit onder de studenten, maar hij gaat te ver wanneer hij een streek uithaalt door Directeur Malone te bellen en vertellen dat hij een nieuwe auto gewonnen heeft. Van streek omdat Carl hem zo'n poets bakte, probeert de directeur 'Montclaire on the Air' uit de lucht te halen, maar Carl zendt uit vanaf een geheime locatie. Zodra hij is gevonden wordt Carl gedwongen om de studenten in het gareel te brengen, maar hij kan zich er niet toe zetten en sluit het radiostation. |            |                                                   |                          |                   |                  |
| 2 | 5          | Err a Parent                                      | Mitchell T. Ness         | Ramona Barckert   | 19 februari 2011 |
| Porter vervalst de handtekening van zijn vader om mee te mogen op een schoolreis. Directeur Malone is benieuwd en wil hem graag ontmoeten. Denise helpt Porter door zich voor te doen als zijn vader, maar zij gebruikt haar vermomming door te proberen Porter over te plaatsen vanaf Bennet High. Porter betaalt haar terug door zich te vermommen in zijn moeder en weet het ondertekenen van de formulieren zo lang te vertragen dat Denise het opgeeft. |            |                                                   |                          |                   |                  |
| 2 | 6          | Taking Care of Quiz-ness                          | Shawn Alex Thompson      | Roger Fredericks  | 26 februari 2011 |
| Porter geeft Carl op voor de rollen van reserve en kopman in het Quizzomatics-spelteam van Bennett High. Zijn team bestaat verder uit Brittany, Jane, Serge en Alex, hoewel hij snel ongeduldig raakt als ze de werking van de drukknop proberen uit te vinden. Bang dat ze overrompeld zullen worden door hun rivalen van Terendale High, besluiten Carl en Serge om te spioneren. Het alarm gaat en Carl vraagt Porter om Serge weg te toveren. Hoewel Carl en Porter straf op school ontlopen zal Porter geschorst kunnen worden van het EiO-programma omdat hij magie heeft gebruikt op een minderjarige. Intussen bereikt het team de finale van de wedstrijd, maar Alex wordt ziek en Carl moet invallen. Hij stottert zich een weg door de vragen en lijkt het verlies voor Bennet te veroorzaken. Porter legt uit hoe zijn magie Carl heeft geholpen en maakt een video-link naar de quiz, waar het succesvolle antwoord van de laatste vraag de jury overtuigt om Porters zaak te laten vallen. |            |                                                   |                          |                   |                  |
| 2 | 7          | To Serge with Love                                | Graeme Campbell          | Barbara Haynes    | 12 maart 2011    |
| De nieuwe buitenlandse uitwisselingsstudent Bianca (Kristina Virro) spreekt alleen Brajikistani, dus wanneer ze met Directeur Malone probeert te praten is dat tegen dovemansoren. Porter geeft Carl de kunst om Brajikistani te spreken en die wordt haar officiële tolk. Zoals Carl het zegt is zij de 'vrouwelijke Serge' en langzaam maar zeker valt Serge voor haar. Maar wanneer Carl zijn complimenten probeert te vertalen, denkt Bianca dat het Carl is die ze geeft en ze valt voor hem. Serge is erg jaloers wanneer hij ze samen ziet, maar Carl krijgt medelijden met hem en geeft hem een make-over om hem aantrekkelijker te maken voor Bianca. Ondertussen moeten Porter, Denise en Dr. Cassabi hun magie gebruiken om alles te herstellen nadat het verkeerd blijft gaan. |            |                                                   |                          |                   |                  |
| 2 | 8          | All Lizards Go to Heaven (Deel 1)                 | Shawn Alex Thompson      | Chloe van Keeken  | 14 maart 2011    |
| Becky laat haar hagedis alleen in het huis met Carl en Porter, maar vergeet ze de kooi te sluiten. Hierdoor ontsnapt de hagedis en wordt vertrapt door Carl. Porter raakt in paniek wanneer hij hoort dat Becky terugkomt en past herstel-magie toe op de hagedis. Maar dit is een verboden magie en Agent 45 (Scott Thompson) wordt naar de aarde gestuurd om de schuldige te arresteren. Na het ondervragen van Porters vrienden boekt hij geen vooruitgang, dus hij besluit Denise ervoor in de plaats te arresteren. Porter kan het niet aanzien dat Denise de schuld op zich neemt en bekent daarom. Agent 45 arresteert hem en laat Denise vrij, maar Porter pleit "onschuldig" en wordt naar de rechtbank gestuurd. Hij roept Carl op als zijn eerste getuige. |            |                                                   |                          |                   |                  |
| 2 | 9          | All Lizards Go to Heaven (Deel 2)                 | Shawn Alex Thompson      | Frank van Keeken  | 14 maart 2011    |
| De dubbelaflevering gaat verder met Carl in de rechtszaal, maar zijn getuigenis is rommelig en wanneer Porter Dr. Cassabi oproept als zijn advocaat spuit hij alleen maar een lange lijst rechtszaakvoorbeelden en wordt hij door de rechtbank ontslagen. Carl wordt teruggestuurd naar de aarde waar hij Denise overtuigt om Porter te helpen, hoewel zij vraagt om haar op een date mee te nemen. De rechtbank beslist dat Porter uit het EiO-programma gezet wordt en probeert hem in vergetelheid te brengen, maar Carl en Denise arriveren op tijd. Zij brengen meerdere EiO van heel de wereld mee, die geïnspireerd zijn door Porter om herstelmagie te gebruiken. Een grafiek laat het gebruik van herstelmagie over de wereld zien. Het tonen van solidariteit verandert de beslissing van de rechtbank over de verbanning van Porter. Carl en Denise daten uiteindelijk en (hoewel dit niet in de aflevering te zien is) is dat een teken aan de wand dat er wat tussen hen ontstaat. NOOT: Zach Everett (de echte broer van Dylan Everett) heeft een gastrol als een EiO. |            |                                                   |                          |                   |                  |
| 2 | 10         | Best Before Date                                  | Graeme Campbell          | Scott Oleszkowicz | 25 maart 2011    |
| Jane organiseert de jaarlijkse Cool Guy liefdadigheidsveiling, waar de jongens worden verkocht aan de meisjes, die bieden met hun eigen geld wat gaat naar het goede doel. Janes doel is om te bieden op alle jongens om de biedingen zo hoog mogelijk te krijgen. Hoewel Porter een plan uit had gebroed om Jane en Carl samen te laten komen, heeft Brittany de dingen eens goed doordacht en ze laat Jane Porter kopen voor $ 200. Brittany koopt Carl dan voor een tientje. Ze wil eigenlijk geen date, maar ze wil zingen voor de ster Fefe Dobson. Porter probeert zonder succes Jane jaloers te krijgen op Brittany door Carl en Brittany backstage-passen te geven. Daar doet Brittany audities voor Fefe, maar ze raakt verlegen en Carl moet haar opbeuren. Porter geeft de geheimzinnigheid op en vertelt Jane openlijk dat Carl haar leuk vindt, maar ze ziet Brittany en Carl kussen. De volgende dag lijkt Jane jaloers te zijn wanneer Brittany zegt dat zij en Carl een stelletje zijn. Carl breekt met Brittany met de bedoeling om Jane uit te vragen. Ze verbouwereert hem door te vertellen dat ze alleen maar bekommerd om hem was als vriend, tot Carls goed verborgen ergernis.                                       |            |                                                   |                          |                   |                  |
| 2 | 11         | Reel Trouble                                      | Graeme Campbell          | Brian Hartigan    | 22 april 2011    |
| Jane kan niet enthousiaster zijn wanneer zij voor Bennett High een pre-voorstelling van de verfilming van haar favoriete sciencefictionboek (Astronaut Claire). Jane vraagt Carl de DVD te bekijken voor de voorstelling. Wanneer de DVD-speler een storing heeft, probeert Porter hem met magie te repareren. Per ongeluk wordt ruimtepiraat Bruce (Jamie Johnston) uit de film gestraald. Porter en Carl jagen op Bruce rondom de school en het lukt ze om hem terug te sturen naar de film, maar Jane wordt per ongeluk meegezogen in de film en neemt de rol van Astronaut Claire aan. Carl moet zelf de film gaan en Bruce verslaan om Jane terug te brengen naar de echte wereld. Porter transporteert Carl in de film en Astronaut Carl helpt Astronaut Claire (Jane) het heelal te redden. Net wanneer Porter ze terug wil halen, geeft Astronaut Claire (Jane) Astronaut Carl een kus. Eenmaal buiten de film herinnert Jane er niets meer van. |            |                                                   |                          |                   |                  |
| 2 | 12         | Carl+Alt+Delete                                   | Graeme Campbell          | Ramona Barckert   | 26 mei 2011      |
| Wanneer Porters magie Carl per ongeluk in Janes computer zendt, wordt Carl rondgestuiterd tussen verschillende elektronische apparaten. Uiteindelijk vindt hij de weg naar de computer van een nieuwe student, Ty (Brandon Craggs), en ontdekt dat Ty heeft valsgespeeld voor zijn proefwerken. Nog erger, wanneer Porter Carl uiteindelijk uit de computer bevrijdt, beschuldigd Ty Carl van hacking Mr. Dolbys (Matt Baram) computer. Carl kan geschorst worden en heeft tot het einde van de dag om te bewijzen dat hij onschuldig is. Denise pakt ook een netelige kwestie aan, ze probeert Brittany en Serge om Oliver Twist te laten begrijpen. Ze haalt Charles Dickens (Eric Peterson) terug om te helpen, maar zelfs hij heeft het moeilijk om ze iets te laten verbinden naar wat anders dan zichzelf. Het lukt Carl om in Ty's computer te komen en bewijst zijn onschuld door het bewijs te e-mailen naar Directeur Malone. Uiteindelijk lukt het Denise om Brittany en Serge zich te identificeren met Oliver Twist door hen te laten indenken hoe het zou zijn om hun telefoon of reputatie weg wordt genomen. Ze begrijpen uiteindelijk hoe het leven was voor Oliver en ze voeren het toneelstuk succesvol uit voor de klas. |            |                                                   |                          |                   |                  |
| 2 | 13         | Magical Kiss-Tery Tour                            | Mitchell Ness            | Scott Oleszkowicz | 15 juni 2011     |
| Wanneer Carl de moed niet kan vinden om Jane uit te vragen. Porter betovert hem met een magische kus-betovering. Maar de magie mislukt als Carl het verkeerde meisje kust. De betovering gaat rond als een epidemie en Porter onthult dat het alleen maar kan worden doorbroken als er twee mensen kussen die ook werkelijk iets voor elkaar voelen. Als dit gebeurt wordt niet alleen de betovering verbroken, maar zien ze beiden ook vuurwerk. Als de betovering Jane bereikt, biedt Porter zich aan om haar te kussen om zo de betovering te breken. Wanneer dit echter ook gebeurt is Carl zowel geschokt als verbijsterd om te zien dat Porter en Jane elkaar leuk vinden. Hij vertelt Jane wat hij voelt voor haar, maar dat hij er nu overheen is en dat de dingen nu terug zullen gaan tot hun normale vriendschap. Aan het einde vertelt Denise Carl dat Jane is overgeslagen en dat ze nog nooit eerder is gezoend. Als reactie hierop kust Carl haar en loopt weg. Nadat hij vertrekt ziet Denise vuurwerk. NOOT: Deze aflevering kan gezien worden als de mid-seizoen-finale en de laatste aflevering van seizoen 2.1. |            |                                                   |                          |                   |                  |
| 2 | 14         | Reality Bites                                     | Don McCutcheon           | Roger Fredericks  | 1 oktober 2011   |
| Carl doet mee aan Brittany's laatste project, (een schoolnieuwsshow) onder een voorwaarde: hij mag de weerman zijn. Als hij tijdens de uitzending twist met Brittany zijn ze beiden geschokt om te ontdekken dat hun uitdaging een hit is. Een snelsprekende TV Producer (Steve McT) overtuigt ze om op te treden in een reality-show. waar zij kibbelende broer en zuster spelen. Terwijl Brittany geen genoeg kan krijgen van de belangstelling, vindt Carl het helemaal niet leuk. Dit wordt nog erger wanneer de reality-show zijn privéleven beïnvloedt. NOOT: Deze aflevering kan gezien worden als de mid-seizoen-première en de eerste aflevering van seizoen 2.2. |            |                                                   |                          |                   |                  |
| 2 | 15         | Lucy in the Sky with Carl                         | Paul Fox                 | Chloe van Keeken  | 8 oktober 2011   |
| Als Carl Porter helpt door undercover zijn dienst over te nemen in het "Angel Café" wordt hij een favoriet van de klanten, speciaal een groep Engelen-in-Opleiding studenten die van Carl in-side informatie krijgen over menselijk gedrag. Wanneer een ondeugende jonge Engel (Lucy) ontdekt dat Carl een mens is, vergezelt zij hem naar beneden naar de aarde. Ze is vastbesloten om meer over de mysterieuze mensen te leren, waardoor Carl en Porter zich moeten reppen om haar magische misdaden uit te wissen. |            |                                                   |                          |                   |                  |
| 2 | 16         | Fright Club (ook bekend als "Hold for Halloween") | Graeme Campbell          | Roger Fredericks  | 8 oktober 2011   |
| Porters onoplettendheid creëert een echt monster als hij met Carl Jane helpen met haar spookhuis. Al die tijd gaat Jane naar een slaapverwekkend feest in Brittany's huis, waar ze bemerkt dat de enige reden dat ze was uitgenodigd was om Brittany te helpen met haar huiswerk. |            |                                                   |                          |                   |                  |
| 2 | 17         | Hands Solo                                        | Steve Wright             | Frank van Keeken  | 15 oktober 2011  |
| Carl en Porter zijn verrast als de vader van Alex op Bennett High aankomt om aan te kondigen dat Alex hun familie-eer moet verdedigen in een heilig hand-dans-duel. Als Alex zijn arm breekt en niet in het duel mee kan doen valt Carl schoorvoetend in, maar het eerste wat hij moet ondergaan is een bizarre inwijding dat omvat het rijden op de rug van Rodriguez' grootmoeder door een veld met eieren. In de tussentijd strijden Jane en Serge om te beslissen wie beter is op school, sport en zowat al het andere. |            |                                                   |                          |                   |                  |
| 2 | 18         | Without a Paddle                                  | David Warry-Smith        | Roger Fredericks  | 22 oktober 2011  |
| In een weddenschap tegen de directeur van Terrendale High geeft Directeur Malone Carl en zijn vrienden op als vrijwilliger om het tegen ze op te nemen in de komende Physics Games. Iedereen kijkt ernaar uit behalve Carl, die is opgescheept met de verschrikkelijke ping pong wedstrijd tegen een briljante tegenstander. Om indruk te maken op Carl geeft Denise hem een beetje magische hulp in de vorm van een pingpongbatje dat de tijd vertraagt. Maar wanneer het batje breekt, en Carl vast zit in de langzaam-world, moet hij uit zien te vinden hoe hij in contact kan komen met Porter en Denise voordat hij voor altijd verdwijnt. |            |                                                   |                          |                   |                  |
| 2 | 19         | Alex in Slumberland                               | Conor Casey Lyndon Casey | Graeme Campbell   | 29 oktober 2011  |
| Alex logeert bij Carl en Porter en hij maakt ze gek met zijn slapeloze gewoontes. Porter gebruikt engelenmagie om Alex te laten slapen, maar Carl en Porter hebben (wanneer Alex niet wakker wordt) geen andere keus dan hem te wekken van binnen in zijn droom. Falend om Alex te wekken en ternauwernood ontsnapt aan getikte droompersonages straalt Porter zich terug naar de echte wereld, waar hij ontdekt dat hij de droomversie van Carl heeft meegenomen en de echte Carl heeft achtergelaten in Alex' droom. In de tussentijd is Denise opgewonden over haar eerste date met Carl, maar ze kookt van woede als hij niet opduikt. |            |                                                   |                          |                   |                  |
| 2 | 20         | I Carlie                                          | Don McCutcheon           | Barbara Haynes    | 5 november 2011  |
| Nadat een onbegrijpende Carl Denise beledigt op hun eerste date laat zij hem zien hoe het is om een meisje te zin door hem er in eentje te veranderen. Het duurt niet lang voordat Serge voor Carlie (het nieuwe meisje op school) valt en de druk ligt op Porter om een oplossing te vinden. Hij verandert Denise in Denny om haar een koekje van eigen deeg te geven, maar de enige manier om de magie om te draaien voor Carlie en Denny is om te leren hoe het is om de ander te zijn. In de tussentijd krijgt Jane een deeltijdbaan bij Mama B's pizza en raakt verliefd op een knappe jongen. Dit brengt haar nieuwe baan in gevaar. |            |                                                   |                          |                   |                  |
| 2 | 21         | Friday Afternoon Fever                            | Brian Hartigan           | Mitchell T. Ness  | 12 november 2011 |
| Porter helpt Carl bij de liefdadigheids-dansmarathon op school door wat non-stop-dansmagie op hem los te laten, maar wanneer Carl niet meer kan stoppen met dansen moet Porter hulp van boven vragen. Terug op Bennett High organiseert Jane een "telethon" als Carl non-stop blijft dansen voor liefdadigheid. Als Carl blijft dansen zal hij een wereldrecord breken tot genoegen van Jane. Maar wanneer Porter met een medicijn terugkomt, moet Carl de kracht vinden om zonder magie te blijven dansen. |            |                                                   |                          |                   |                  |
| 2 | 22         | Don't Dimension It                                | Barbara Haynes           | Steve Wright      | 19 november 2011 |
| Wanneer Carl klaagt bij Porter en Denise dat hij zich verveelt met zijn zo-zo-leven, creëren zij een magisch clubhuis in zijn kluisje. Als Carl en Porter uit het kluisje tevoorschijn komen zijn ze geschokt dat ze ontdekken dat ze zich in een andere dimensie bevinden. Ze moeten door een kung-fu-dimensie, een piratenplaneet en een film-noir-wereld reizen in hun zoektocht naar huis. |            |                                                   |                          |                   |                  |
| 2 | 23         | Heaven Must Be Missing an Angel                   | Ramona Barckert          | Don McCutheon     | 26 november 2011 |
| De rollen worden eens omgedraaid als Porter degene is met liefdesverdriet en Carl koppelaar moet spelen. Porter is gevallen voor JenJen − een Engel in Opleiding die hij ontmoette in de Hemel − maar ongelukkigerwijze maakt hij elke keer wanneer hij in haar buurt is een totale gek van zichzelf. Als Carl zichzelf aanbiedt om Porter te helpen een liefdesbrief te schrijven, vermoedt een woedende Denise (die datet met Carl) dat Carl zelf verliefd is op JenJen en dit veroorzaakt nog meer moeilijkheden. Wanneer Serge en Alex ondertussen een verstopte schat van verloren voorwerpen op de schoolzolder ontdekken, openen zij een winkel om de spullen te verkopen, maar zullen zij werken als zakenpartners? |            |                                                   |                          |                   |                  |
| 2 | 24         | I Kinda Always Knew I'd Be Your Lex-Boyfriend     | David Warry-Smith        | Brian Hartigan    | 4 januari 2012   |
| Carl is voorzichtig als Denise's ex-vriendje Lex opduikt die beweert er te zijn voor een onschuldig bezoek. Weldra realiseert Carl zich, dat Lex eigenlijk probeert de relatie tussen Carl en Denise te onthullen – per slot van rekening is het een engel verboden om een mens te daten. Wanneer Mevrouw Stern uit de Hemel wordt gehaald, roepen Carl en Denise de hulp in van Porter om ze uit de problemen te halen terwijl ze Lex' laffe plan onthullen. Als Jane ondertussen Brittany's verloren halsketting terugbrengt, maar niet de beloofde beloning ontvangt, draait zij de rollen om – met ingrijpende gevolgen. |            |                                                   |                          |                   |                  |
| 2 | 25         | Malone's Your Uncle                               | Chloe van Keeken         | Steve Wright      | 11 januari 2012  |
| Als Carl Bennett High's nieuwe Britse uitwisselingsstudent Tinsley ontmoet is hij vastbesloten om met haar te daten. Maar als hij probeert toestemming te vragen aan haar oom (Directeur Malone), geeft hij zich onbewust op als Junior Vice-Directeur. In de buurt van Directeur Malone moet Carl een modelstudent zijn, maar Tinsley wil alleen maar een slechte jongen daten. Wanneer Carls goede/slechte jongen personages beginnen te overlappen moet hij uitzoeken hoe hij uit de problemen met Directeur Malone kan blijven, terwijl hij nog steeds Tinsley met zijn slechte gedrag imponeert. Ondertussen wagen Brittany en Jane zich in een nieuwe zakelijke onderneming door het verkopen van sjaaltasjes aan studenten, om er daarna achter te komen dat hun product iedereen een stijve nek bezorgt. |            |                                                   |                          |                   |                  |
| 2 | 26         | We'll Always Have Detention                       | Brian Hartigan           | Paul Fox          | 18 januari 2012  |
| Carl is opgewonden om het meisje te ontmoeten waarmee hij op het nieuwe school-intranet contact legde, maar wanneer hij met Brittany moet nablijven en haar dus niet kan ontmoeten, stuurt hij Porter om voor hem in te vallen. Tot Carls verrassing blijkt het mysterieuze meisje Brittany te zijn. Denise concludeert mis dat Porter degene is die Brittany leuk vindt en (omdat zij denkt dat het een verkeerde match is) tracht Denise een geschiktere vriend voor haar te vinden door zich als Brittany voor te doen en verschillende kandidaten te daten. Ondertussen realiseert Jane zich dat de enige na-schoolse activiteit waar ze nog nooit geweest is, "nablijven" is en ze probeert er het beste van te maken. |            |                                                   |                          |                   |                  |
| 2 | 27         | Greener-Man vs Polluter                           | Steve Wright             | Ramona Barckert   | 21 april 2012    |
| Carl, Porter en Serge vinden het niet leuk als Directeur Malone ze aanwijst als de 'milieuvriendelijke mascottes' van de school. Maar met een Magische Knik van Porter worden dingen spannender – tenminste, totdat Carl en Porter ontdekken dat Serge per ongeluk is veranderd in de superschurk Vervuiler. Als Vervuiler de Bennett High's "Aarde-dag" tracht te verpesten, moeten Carl en Porter hem stoppen en de echte Serge terugkrijgen, voordat Vervuiler zijn afval over de hele wereld uitspreidt! Intussen probeert Jane om Brittany te helpen om over haar breuk met mega-stuk Callum heen te komen door 'groen' te worden en haar make-up en mobieltje te verbannen. |            |                                                   |                          |                   |                  |
| 2 | 28         | At Home By Myself... With Carl                    | Frank Van Keeken         | Paul Fox          | 12 mei 2012      |
| Carl is verrast wanneer Serge hem uitdaagt voor De Sterkste Man wedstrijd, maar niet zo verrast als Serge wanneer Carl hem verslaat dankzij magische kracht van Porter. Helaas breekt Carl zijn been. Hij is aan huis gebonden en verveelt zich. Hij vraagt Porter om hem een magische set tv-monitoren te geven, zodat hij met school kan bijblijven. Tijdens het kijken naar de monitoren is Carl geschokt om te zien dat Jane Porter ziet toveren. Nu is het aan Carl en Porter om Jane ervan te houden om Porters geheim te onthullen. Ondertussen interviewen Denise en Brittany studenten en leraren op Bennett High voor de video-jaarboek. Ze zijn geschokt om te horen dat Serge het sporten heeft opgegeven na te zijn verslagen door Carl. |            |                                                   |                          |                   |                  |